# Isabel de Contreras y Villarroel
Isabel Contreras y Villarroel (Madrid, 1662 - 25 d'abril de 1730), de nom religiós Isabel de Jesús, va ser una noble i religiosa clarissa coletina espanyola.
Nascuda a Madrid el 1662, filla dels comtes de Cobatillas Luis Jerónimo de Contreras, cavaller de Sant Jaume i conseller d'Hisenda natural de Segòvia, i Victoria Villarroel. Va ser una persona molt devota a la Verge Maria i el 1675, amb 13 anys, va vestir l'hàbit al convent de descalces, de l'orde de les clarisses coletines, on va destacar per la seva virtut, observança i modèstia, deixant de banda el seu origen noble. Va ser elegida abadessa del convent, càrrec que va exercir durant nou anys. Va morir el 25 d'abril de 1730, amb 62 anys, després d'una llarga malaltia i de 55 anys com a monja. En els honors fúnebres celebrats el 5 de maig, s'encarregà de l'oració el jesuïta José Antonio de Cotilla, que després va ser impresa el mateix any.